# جون ستوك (صحفي)
جون ستوك (بالإنجليزية: Jon Stock)‏ هو صحفي وكاتب بريطاني، ولد في 12 مايو 1966 في إنجلترا في المملكة المتحدة.

## وصلات خارجية
- جون ستوك على موقع IMDb (الإنجليزية)